# Ganggrab von Sønder Bøel

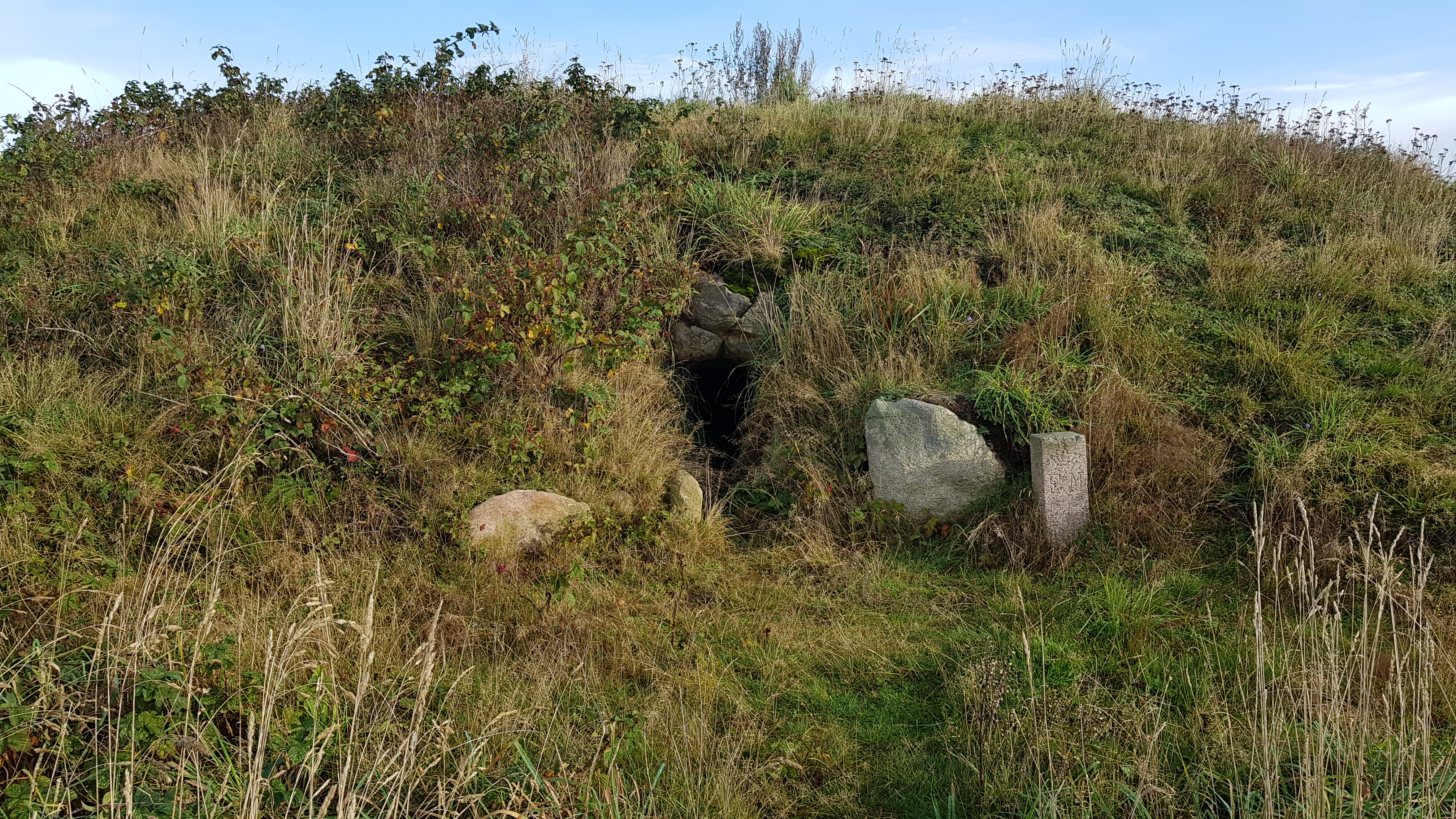
Ganggrab von Sønder Bøel

Das Ganggrab von Sønder Bøel (dänisch Sønder Bøel Jættestue) liegt in einem ovalen Erdhügel von 2,8 Metern Höhe und etwa 17,0 auf 14,0 Metern Durchmesser, nordwestlich von Sønder Bøel bei Gørding in der Region Syddanmark in Jütland in Dänemark. Es ist eine zwischen 3500 und 2800 v. Chr. entstandene Megalithanlage der Trichterbecherkultur (TBK).
Auf der Südseite des Hügels sind auf jeder Seite der Gangöffnung vier Randsteine sichtbar. Es gibt im Randsteinkreis mehrere Lücken aufgrund der Entfernung von Steinen. Einige unbedeutende Gruben liegen an der Nordostseite und nördlich der Kuppe im Hügel. Ein kurzer Gang mit je einem Seitenstein, ohne Deckstein führt von Süden in die West-Ost orientierte Kammer. Die für ein Ganggrab kleine Kammer ist rechteckig und misst etwa 2,8 auf 1,4 Meter. Sie besteht aus drei Tragsteinen auf jeder Langseite und je einem Stein am nördlichen und südlichen Ende sowie zwei Decksteinen. Zwischen den Seitensteinen ist Zwischenmauerwerk erhalten. Die Kammerhöhe beträgt im Norden 0,9 Meter, im Süden 1,4 Meter.

Sønder Bøel
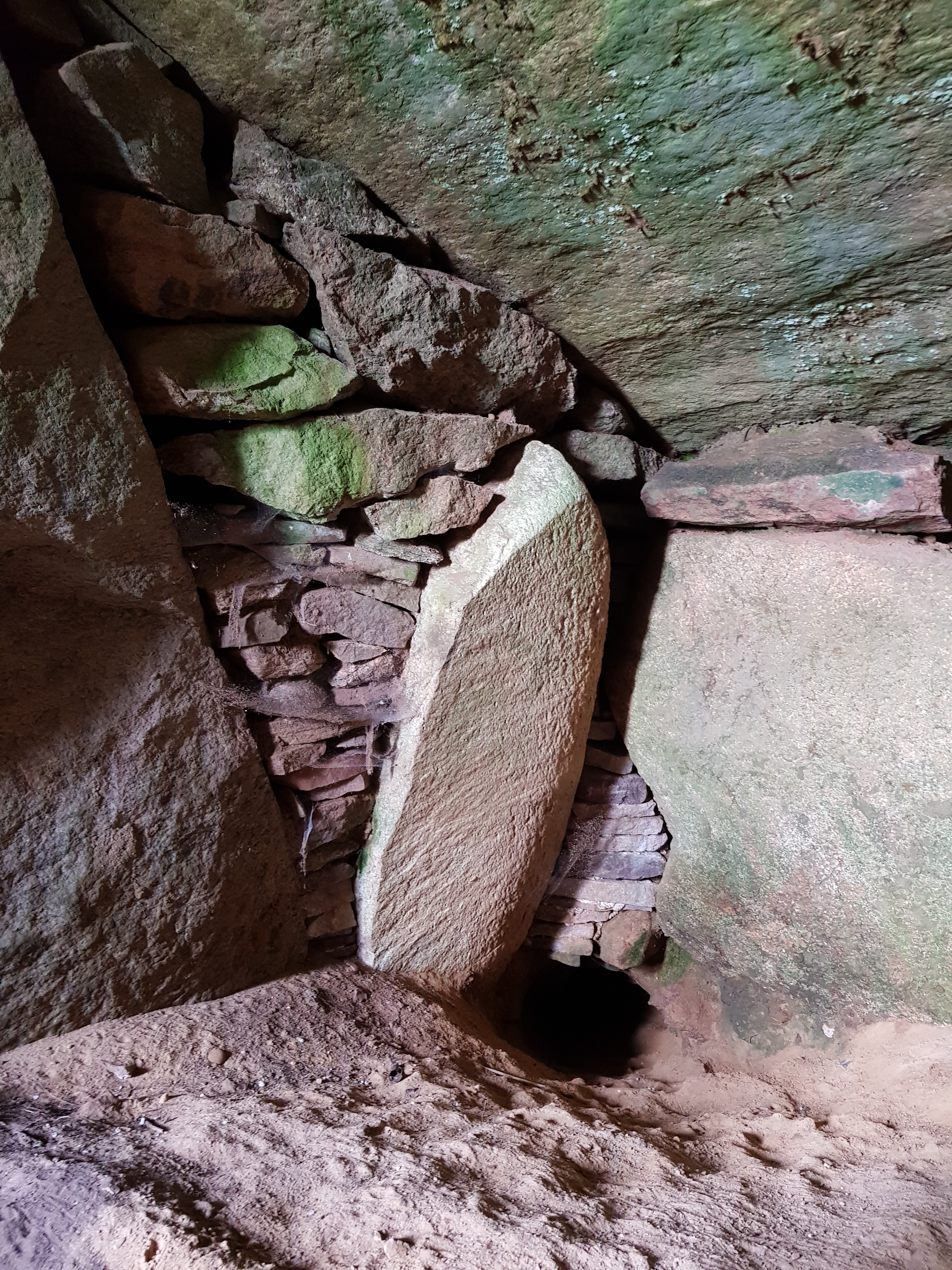
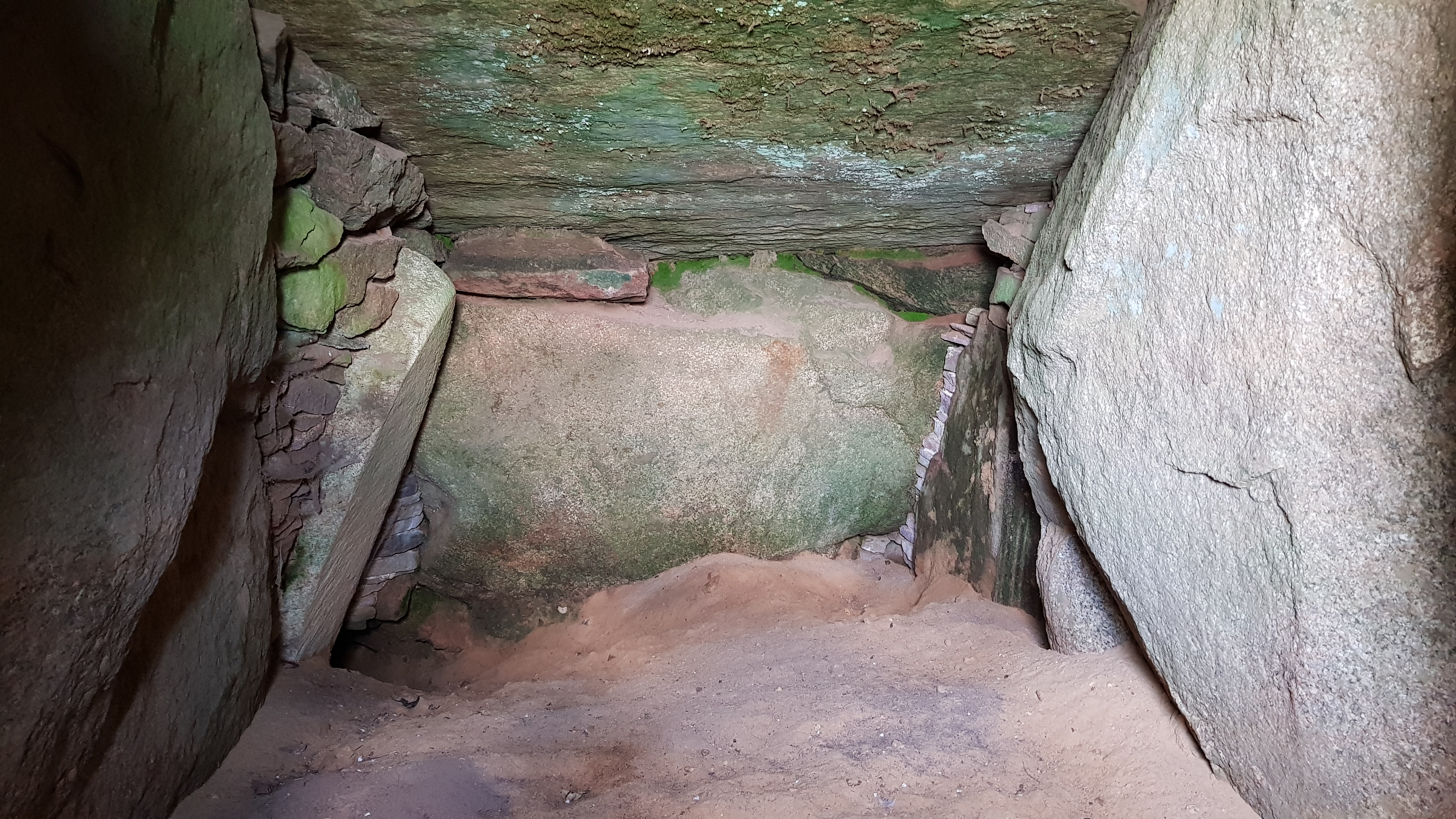
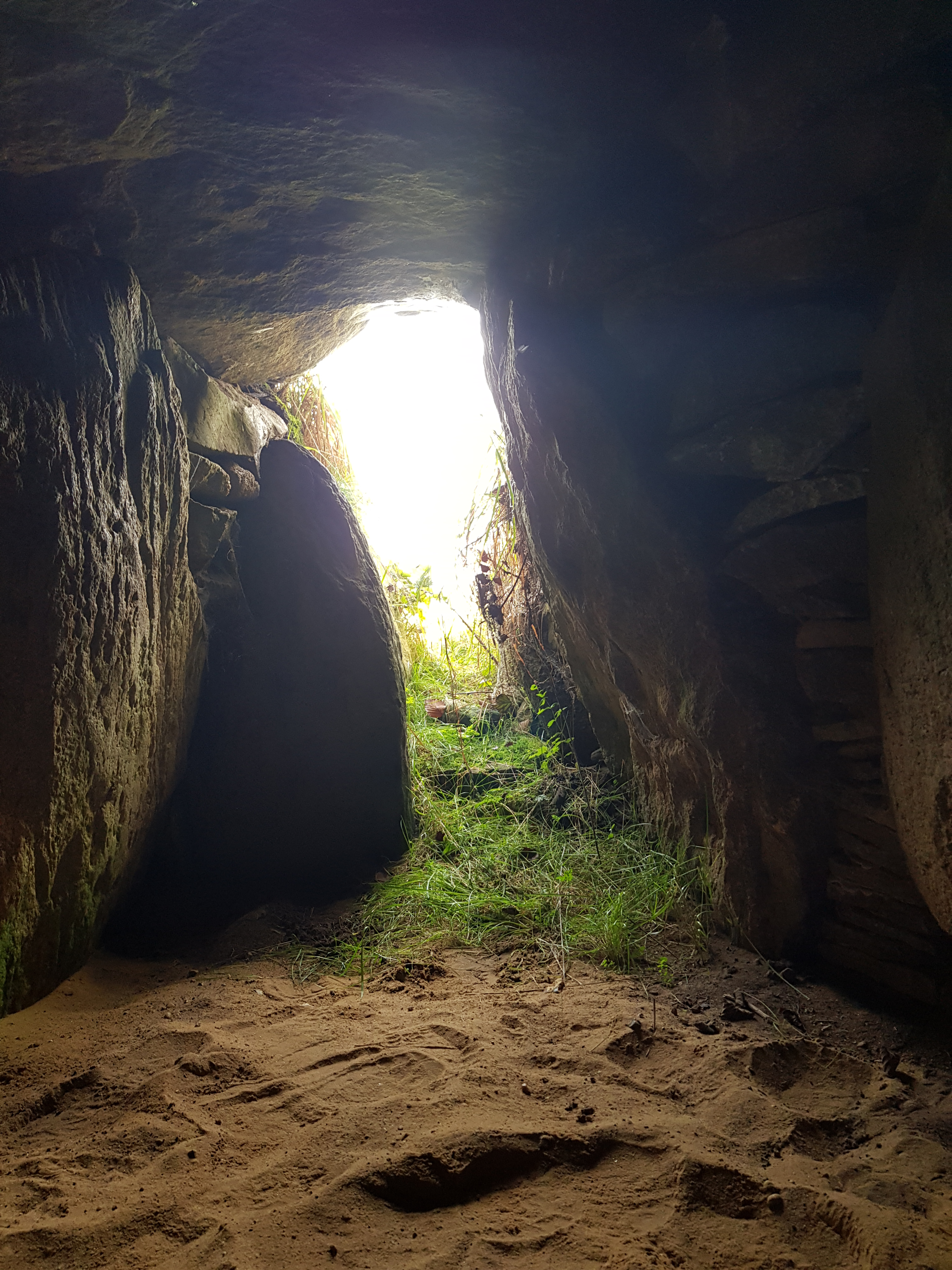